# 戸田光正 (武将)
戸田 光正（とだ みつまさ）は、安土桃山時代から江戸時代初期の武将、旗本。徳川氏の家臣。上田七本槍のひとり。

## 略歴
徳川家康、秀忠の2代に仕える。慶長5年（1600年）秀忠に従って第二次上田合戦に従軍。刈田の最中に起きた合戦で敵を撃退する武功を上げたが、抜け駆けの軍令違反だったために上野吾妻に逼塞となった。慶長8年（1603年）に許されて大番頭となっている。